# Sinobambusa incana
Sinobambusa incana är en gräsart som beskrevs av Tai Hui Wen. Sinobambusa incana ingår i släktet Sinobambusa och familjen gräs. Inga underarter finns listade i Catalogue of Life.